# ويندي بيل
ويندي بيل (بالإنجليزية: Wendy Bell)‏ هي لاعبة كرلنغ بريطانية، ولدت في القرن العشرين.

## وصلات خارجية
- ويندي بيل على موقع الاتحاد الدولي للكرلنغ (الإنجليزية)
- ويندي بيل على موقع اللجنة الأولمبية الدولية (الإنجليزية)
- ويندي بيل على موقع أوليمبيديا (الإنجليزية)
- ويندي بيل على موقع اللجنة الأولمبية البريطانية (الإنجليزية)